# أليساندرا زوتشلي
أليساندرا زوتشلي (بالإيطالية: Alessandra Zucchelli)‏ مواليد 4 أغسطس 1968 في ريفا دل غاردا، إيطاليا، هي لاعبة كرة سلة إيطالية معتزلة. بدأت مسيرتها الاحترافية في سنة 19??. اعتزلت اللعب في 2008.

## المسيرة الاحترافية
لعبت مع مونتيكيو من سنة 1991 إلى 1993، ثم لعبت مع نادي فيتشنزا لكرة السلة للسيدات في موسم 1993–1994، ثم لعبت مع نادي ليبرتاس تروجيلوس لكرة السلة في موسم 1994–1995.

## روابط خارجية
- أليساندرا زوتشلي على موقع كرة السلة الأوروبية.كوم (الإنجليزية)